# Abtrichia antennata
Abtrichia antennata is een schietmot uit de familie Hydroptilidae. De soort komt voor in het Neotropisch gebied.